# Gare de Beaumont-le-Roger
Gare de Beaumont-le-Roger vasútállomás Franciaországban, Beaumont-le-Roger településen.

## Vasútvonalak
Az állomást az alábbi vasútvonalak érintik:
- Mantes-la-Jolie–Cherbourg-vasútvonal

## Kapcsolódó állomások
A vasútállomáshoz az alábbi állomások vannak a legközelebb:
- Gare de Serquigny
- Gare de Conches
- Gare de Romilly-la-Puthenaye